# Józef Đặng Đình Viên
Św. Józef Đặng Đình Viên (lub Józef Ðặng Văn Viên) (wiet. Giuse Đặng Đình Viên) (ur. ok. 1787 r. w Tiên Chu, prowincja Hưng Yên w Wietnamie – zm. 21 sierpnia 1838 r. w Bảy Mẫu w Wietnamie) – ksiądz, tercjarz dominikański, męczennik, święty Kościoła katolickiego.
Józef Đặng Đình Viên urodził się w Tiên Chu, w prowincji Hưng Yên. Uczył się łaciny i teologii pod kierunkiem europejskich misjonarzy. Święcenia kapłańskie przyjął 1821 r., a następnie służył w różnych parafiach. Józef Đặng Đình Viên został tercjarzem dominikańskim. Jego brat z bratankiem donieśli o nim władzom. Został aresztowany 1 sierpnia 1838 r. Był wielokrotnie torturowany, ale nie udało zmusić się go do wyrzeczenia wiary. Został ścięty 21 sierpnia 1838 r.
Dzień wspomnienia: 24 listopada w grupie 117 męczenników wietnamskich.
Beatyfikowany 27 maja 1900 r. przez Leona XIII, kanonizowany przez Jana Pawła II 19 czerwca 1988 r. w grupie 117 męczenników wietnamskich.